# Бокша (Московская область)
Бокша — деревня в городском округе Серебряные Пруды Московской области России.
Расположена в 15 км от районного центра и 8 км от центра сельского округа на высоком левом берегу реки Осётр.

## Население
| 2002 | 2006 | 2010 |
| ---- | ---- | ---- |
| 8    | ↘4   | ↗12  |

## Происхождение и варианты названия
Существует несколько версий происхождения названия Бокша:
- от слова «бок» (косой берег), то есть деревня, лежащая на косогоре, берегу;
- от кургана, оставшегося от кочевников, который носил название Бокша;
- от неканонического личного имени Бок.

Кроме сохранившегося до наших дней названия Бокша, деревня в разное время называлась: Радина, Радино, Радинская, Родино. Как правило, второе название употреблялось наравне с основным.

## История
Время основания деревни неизвестно. Первое известное упоминание — в писцовой книге 1587-89 гг. На тот момент Радино было деревней и входило в стан Растовец Тульского уезда. Деревня неоднократно меняла хозяев.
В первой половине XIX века сельцо Бокша, располагавшееся при большой дороге Венёв-Зарайск, принадлежало девице Клеопатре Дмитриевне Яньковой (1800—1848), дочери Дмитрия Александровича Янькова (1761—1816) и известной мемуаристки и бытописательницы XIX века Елизаветы Петровны Яньковой (урожд. Римской-Корсаковой, 1768—1861). Последняя является внучкой знаменитого российского историка и сподвижника Петра I Василия Никитича Татищева.
Во второй половине XIX века сельцо Бокша входило в состав Толстовской волости Венёвского уезда Тульской губернии и относилось к приходу Успенской церкви соседнего села Толстые в 1,5 верстах. Школы в деревне не было — дети посещали школу в с. Толстые. В Бокше работало 2 мельницы, была универсальная лавка Алексея Григорьевича Маркова.
В настоящее время Бокша территориально входит в состав Московской селекционной станции.

## Административно-территориальная принадлежность
- до 1708 — Венёвский уезд
- 1708—1719 — Московская губерния
- 1719—1727 — Тульская провинция Московской губернии
- 1727—1777 — Венёвский уезд Тульской провинции Московской губернии
- 1777—1796 — Венёвский уезд Тульского наместничества
- 1796—1924 — Венёвский уезд Тульской губернии
- 1924—1929 — Серебряно-Прудский район Тульской губернии
- 1929 — Серебряно-Прудский район Тульской губернии Центрально-Промышленной области
- 1929—1937 — Серебряно-Прудский район Тульского округа Московской области
- 1937—1942 — Серебряно-Прудский район Тульской области
- 1942—1963 — Серебряно-Прудский район Московской области
- 1963—1965 — Ступинский район Московской области
- с 1965 — Серебряно-Прудский район Московской области

1994—2004 гг. — деревня Глубоковского сельского округа Серебряно-Прудского района.
2004—2006 гг. — деревня Узуновского сельского округа Серебряно-Прудского района.
2006—2015 гг. — деревня сельского поселения Узуновское Серебряно-Прудского района.
2015 г. — н. в. — деревня городского округа Серебряные Пруды Московской области.

## Динамика численности населения
- 1589 — 8 дворов
- 1816 — 26 дворов; 215 душ
- 1858 — 14 дворов; 268 чел.
- 1916 — 43 двора; 323 чел.
- 1926 — 67 крестьянских хозяйств; 296 чел.
- 1974 — 22 двора; 55 чел.
- 2000 — 3 хозяйства; 4 чел.

## Известные жители
- Феоктиста Сергеевна Абрикосова (1907—1983) — библиотечный работник. Заслуженный работник культуры РСФСР. В 1947—1969 гг. — заместитель директора Государственной библиотеки имени В. И. Ленина по библиотечной части.